# Terry Gilliam

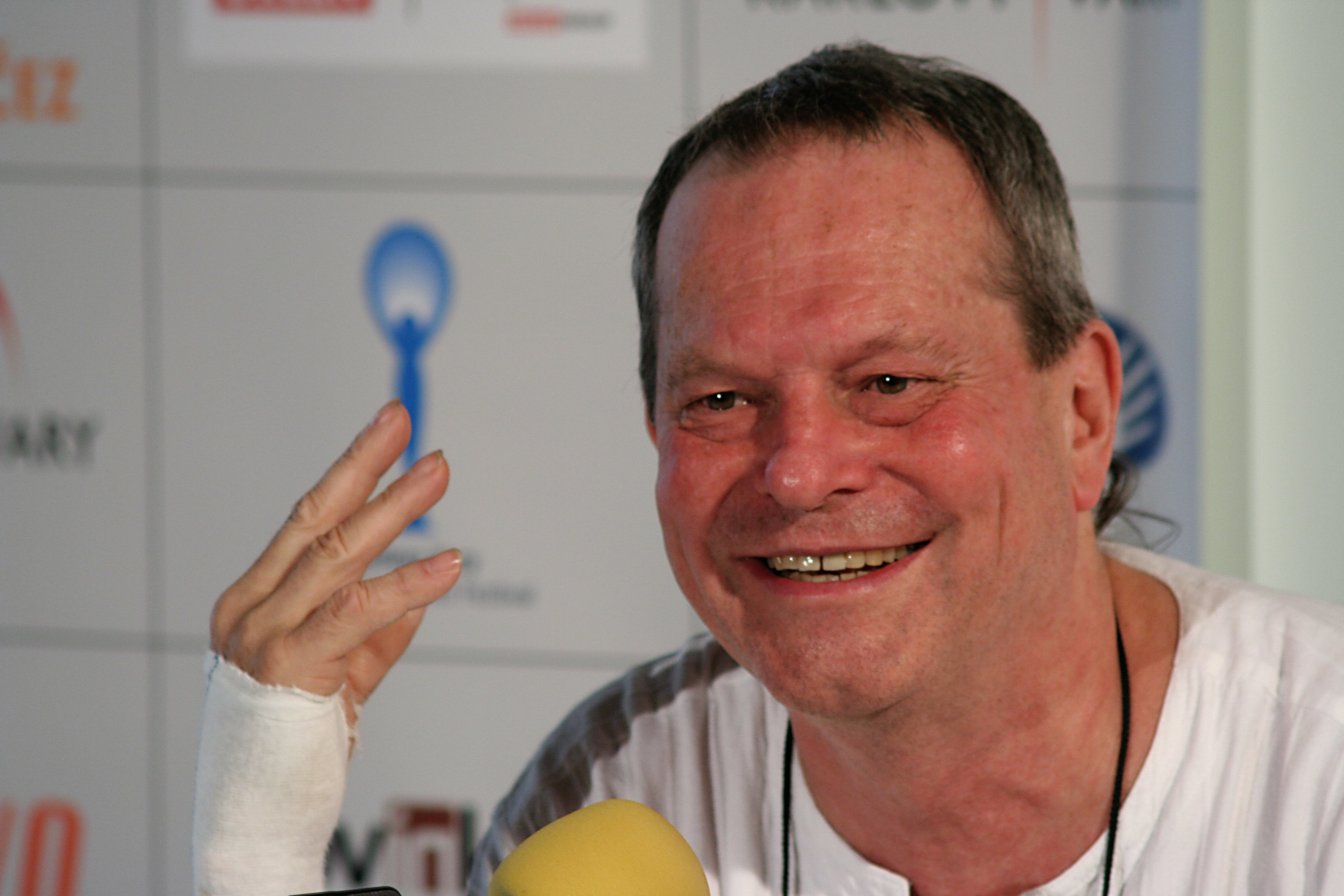
Terry Gilliam v roce 2006 v Karlových Varech

Terrence Vance „Terry“ Gilliam (* 22. listopadu 1940 Minneapolis, Minnesota) je americký filmový režisér a výtvarník.
Proslavil se jako člen skupiny Monty Python, je autorem animovaných pasáží v jednotlivých dílech Monty Pythonova létajícího cirkusu. Přiznává, že jeho tvorba je mimo jiné inspirovaná filmy českého režiséra a animátora Karla Zemana.
Od roku 1968 má britské občanství, svého původního amerického se vzdal v roce 2006.

## Filmografie
Terry Gilliam režíroval tyto filmy:
- Storytime, 1968 (krátkometrážní animovaný film)
- The Miracle of Flight, 1974 (krátkometrážní animovaný film)
- Monty Python a Svatý Grál (v originále Monty Python and the Holy Grail) spolu s Terrym Jonesem, 1975
- Žvahlav (v originále Jabberwocky), 1977
- Zloději času (v originále Time Bandits), 1981
- Crimsonova pojišťovací společnost (v originále The Crimson Permanent Assurance) 1983 – předfilm k filmu Smysl života
- Brazil, 1985
- Dobrodružství Barona Prášila (v originále The Adventures of Baron Munchausen), 1988
- Král rybář (v originále The Fisher King), 1991
- Dvanáct opic (v originále Twelve Monkeys), 1995
- Strach a hnus v Las Vegas (v originále Fear and Loathing in Las Vegas), 1998
- Kletba bratří Grimmů (v originále The Brothers Grimm), 2005
- Krajina přílivu (v originále Tideland), 2005
- Imaginárium dr. Parnasse (v originále The Imaginarium of Doctor Parnassus), 2009
- The Zero Theorem, 2013
- Muž, který zabil Dona Quijota  (v originále The Man Who Killed Don Quixote), 2018